# Giovanni Sgambati

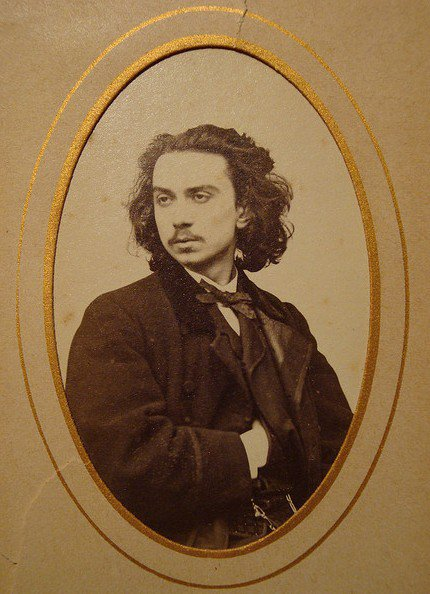
Giovanni Sgambati som ung man.

Giovanni Sgambati, född 18 maj 1841 i Rom, död 14 december 1914 i Rom, var en italiensk tonsättare, pianist och dirigent.
Sgambati uppträdde redan i gossåren som pianovirtuos, blev elev till Liszt och debuterade 1866 som kompositör och dirigent i Rom, där han med förkärlek introducerade tysk musik med verk av Beethoven, Schumann, Brahms, Liszt med flera. Han bildade tillsammans med Ettore Pinelli en kammarmusik- och 1874 en orkesterförening, företog utländska konsertresor som pianist och blev 1877 pianoprofessor vid Ceciliaakademien i Rom, där han utvecklade en betydande lärarverksamhet för elever från många länder (även Sverige). Han blev ledamot av Franska institutet och 1912 av Musikaliska akademien i Stockholm. 
Eugène Fahlstedt skriver i Nordisk familjebok: "Tillgifven den klassiska stilen och samtidigt starkt påverkad af nytyska skolan, var S. den, som i Italien bar den absoluta musikens fana högt." Av hans kammarmusik kan nämnas hans två pianokvintetter och hans stråkkvartett i Dess dur (introducerad i Stockholm 1890). Av orkestersaker märks två symfonier samt Epitalamio sinfonico, Andante solenne och några uvertyrer. Han skrev vidare en pianokonsert (uppförd i Stockholm 1889), Messa da requiem för barytonsolo, kör och orkester (1897; Stockholm 1910), pianostycken (bland annat en svit i H moll), motetter och sångromanser (Melodie liriche med flera).